# 林順雄
林順雄，现代華人畫家，出生於台灣屏東東港的農村，祖籍福建漳州，成長於傳統的閩南農村家庭。田間仟陌，河畔旁的草木青石，農舍中與大自然間的動植物成為陪伴林順雄成長的朋友，種下了他熱愛生命、擁抱自然的創作取向。

## 生平概述
林順雄師從留英油畫家林克恭和水彩畫家劉其偉。林克恭教授捨繁從簡的創作理念，劉其偉教授重視生命與強調創作者內心本我對話的創作精神，奠定了他從外顯世界探求生命真理的創作思想。然而，兩位教授謙遜隨和的風骨，也深深的影響他身為一位藝術工作者的行事作風。
二戰後出生的林順雄，身處於西方現代藝術觀點強力東漸的時代之下。直至今日，東方哲學價值觀下的美學觀點在當代藝術潮流中的定位依舊是一個熱門話題。林順雄創作五十年至今，不斷的思考當代藝術大鳴大放的潮流下，如何呈現華人內斂寧靜的審美哲學。他的創作思維，在當代藝術敢做敢言，強調語出驚人與重視強烈視覺感官刺激的創作風潮中，也應該要有人重新詮釋天人合一，寧靜致遠的華人美學思想。林順雄一直以畫畫的人的身分，在這當代藝術思想百家爭鳴的時代中，靜默的前行，與其說他是一名畫家，他更樂意做一為新時代華人美學思想傳承而奮鬥的耕耘者，重新定義並詮釋屬於當代華人的美學觀點。

## 創作概覽
| 蓄勢        | 亙古       | 靈然獨照   | 粘花微笑   |
| ----------- | ---------- | ---------- | ---------- |
|             |            |            |            |
| 2002        | 2006       | 2012       | 2012       |
| 153cm*180cm | 109cm*79cm | 110cm*79cm | 110cm*79cm |

## 從藝年表[2]
- 1979　首次個展于臺北前鋒畫廊
- 1980　臺北阿波羅畫廊個展
- 1981-91臺北龍門畫廊十一場次個展
- 1983　中華民國歷史博物館國家畫廊個展
- 1991　臺北清韻藝術中心個展
- 1992　臺北清韻藝術中心個展
- 1993　參展 1993 年藝術博覽會
- 1993　臺北清韻藝術中心個展
- 1993　臺北形而上畫廊個展
- 1994　參展 1994 年藝術博覽會
- 1994　臺北亞洲藝術中心個展
- 1996　四月于臺北龍門畫廊舉辦油畫個展
- 1996　九月於高雄積禪 50 藝術空間個展
- 1997  年後旅居於加拿大進行創作
- 1997　加拿大溫哥華 Bau-Xi Gallery 個展
- 1997　臺北福華沙龍個展
- 1998　高雄積禪 50 藝術空間個展
- 1998　臺北佛光緣美術館舉辦個展
- 1998　參展 1998 年臺北國際藝術博覽會
- 1998　參展第 15屆全國美展
- 2000　十二月于臺北福華沙龍個展
- 2000　十二月參展 2000 年臺北國際藝術博覽會
- 2001　加拿大 Buckland Southerst Gallery展出
- 2001　八月於臺北首都藝術中心個展
- 2002　元月於高雄積禪 50 藝術空間個展
- 2002　四月於臺北雅逸藝術中心個展
- 2004　四月于臺北福華沙龍個展–「走過鄉土、走過臺灣」
- 2004　九月於新竹科技生活館個展–
- 2004　「從0到1,沉靜與浩瀚之間的輪回」
- 2005　八月於新竹台積藝廊展出
- 2005　十二月于鐘鼎藝術中心個展–「愛相伴‧心相系」
- 2006　四月臺中華瀛藝術中心舉辦「物外之趣─林順雄個展」
- 2006　四月臺北福華沙龍個展–「天地一石」
- 2007　五月于鐘鼎藝術中心個展–「富足圓滿」
- 2007　十月于台中華瀛藝術中心舉辦
- 2007　「英姿風發─2007林順雄個展」
- 2008　二月參加台中華瀛藝術中心「鼠光乍現」聯展
- 2008　三月於加拿大Buckland Southerst Gallery 個展
- 2008　八月參展2008臺北國際藝術博覽會
- 2008　九月應邀「水彩百年大展」聯展
- 2009　二月參加雅逸藝術中心雙人展–「天地間─」
- 2009　三月臺中華瀛藝術中心舉辦「春回」牛年公益個展
- 2009　八月參展2009臺北國際藝術博覽會–
- 2009　「曙近水連天–2009林順雄個展」
- 2010　六月於臺北首都藝術中心個展–「初夏的驚嘆號」
- 2011　十二月于台中華瀛藝術中心個展–「江山靈動」
- 2012　十月臺北首都藝術中心個展–「幾度東風恁去回」
- 2013　十月臺北雅逸藝術中心個展「一種簡單 一種閒情」
- 2014　二月臺中華瀛藝術中心個展
- 2014　十一月臺北首都藝術中心個展「老朋友」
- 2015　十一月台中華瀛藝術中心個展
- 2015　十一月參展臺北國際藝術博覽會
- 2016　十一月參展臺北國際藝術博覽會
- 2017　十一月參展臺北國際藝術博覽會
- 2017　十二月臺北首都藝術中心個展「在天地間逐風」
- 2018　四月松蔭藝術中心聯展「不只九條命」
- 2018　五月Art Amoy 2018艺术厦门博览会

## 評價
- 劉其偉教授在《1992年林順雄作品集》[11]中評論：「有些畫家，在一里長的畫布上，表現不出一尺長的內涵；可是有些畫家，卻能在一尺的畫布上，寫出無限的深遽意義，擁有這種才華的人，在台灣年輕的一輩中，林順雄當可稱做這種才子之一」。
- 黃光男教授於民生報2001年12月21日發表孤絕的美感一文[12]，評林順雄畫展「看似油畫的渾厚，卻富有東方水墨人文精神，堅如金石的畫質中，不變的恆常景象，透析了作者沉靜孤高的美學詮釋：換言之，大鵬盤空，豈止是孤絕中的生意」。